# Stephen D. Miller
Stephen D. Miller (Waxhaws, 1787. május 8. – Raymond, 1838. március 8.) az Amerikai Egyesült Államok szenátora (Dél-Karolina, 1831–1833).

## Élete
Dél-Karolina állam kormányzója 1828 és 1930 között